# コミックス・ウェーブ
株式会社コミックス・ウェーブ（英語: Comix Wave Inc.）は、かつて存在していた日本の企業である。

## 概要
1998年に株式会社シンクのマーチャンダイジング事業部の分社化により設立。キャラクターの版権管理・著作権管理会社として活動してきた。株主には伊藤忠商事・日本アドシステムズ・スペースシャワーネットワーク・シンクがいた。
2000年には、グループ会社であった株式会社マンガズー・ドット・コムを吸収合併。設立10周年を目前に控え、株式上場も検討していたが、2007年3月30日をもってMBO（マネジメント・バイアウト）による会社分割を行い、解散した。創業時から解散時まで代表取締役は竹内宏彰。

## 会社分割の概要
前述の通り2007年3月30日をもって、MBOによって3会社に分割され、解散した。以下に、会社分割後の概要を示す。

### 株式会社ブルズ・アイ
母体は、旧コミックス･ウェーブのアミューズメント事業部。現在は、アーケードゲームのライセンス管理を主な業務としている。分割時の代表取締役には、担当役員であった旧コミックス・ウェーブ取締役副社長の上村豊彦が就任した。竹内宏彰、坂本雅哉は取締役に就任している。

### 株式会社コミックス・ウェーブ・フィルム
母体は、旧コミックス・ウェーブのマーチャンダイジング事業部。現在は、アニメーション映画の企画・制作・配給を主な業務としている。また、旧コミックス・ウェーブにて契約していた作家陣の契約を引き継ぎ、作家のマネージメントも担当している。分割時の代表取締役には、担当役員であった旧コミックス・ウェーブ取締役の川口典孝が就任した。

### 株式会社ミノリ
母体は、旧コミックス・ウェーブのソフトウェア事業部。現在は、旧事業部のアダルトゲームブランドminoriを引き継ぎ、ゲーム開発を主な業務としている。設立時の代表取締役は坂本雅哉が就任し、分割時の代表取締役には、事業部長であった旧コミックスウェーブ社員の酒井伸和が就任した。